# Акроним
Акро́ним (от др.-греч. άκρος — «высший; здесь в значении начальный» и όνυμα — «имя, название») — вид аббревиатуры.

## Определение
Значение термина отличается в разных системах классификации.
В русском языке, как правило, акроним трактуется соответственно англо-американской словообразовательной традиции. Термин англ. acronim получил распространение в американской научно-технической литературе в 1940-х годах в значении «сокращение, похожее на обычное слово». При этом под похожестью прежде всего подразумевается фонетическое (слитное) чтение, отличное от буквенных аббревиатур, которые произносят «по буквам», например, в русском языке: СССР — [эс-эс-эс-эр], МРТ — [эм-эр-тэ]. При этом акронимы могут иметь разнообразную структуру, и представлять собой звуковые аббревиатуры, составленные из начальных звуков слов исходного словосочетания, например вуз («высшее учебное заведение»), МИД («министерство иностранных дел»), или сложносокращенные слова, например комсомол («коммунисти́ческий сою́з молодёжи»), универмаг («универсальный магазин»), или комбинированные, например лавсан («Лаборатория высокомолекулярных соединений Академии наук»), ГОСТ («государственный общесоюзный стандарт»).
Так, согласно ГОСТу «Открытые технические словари и их применение к основным данным» акроним может быть составлен из букв или слогов полного названия, определяющим признаком является произнесение по слогам (в отличие от чтения по алфавитным названиям букв).
Некоторые акронимы (например, лазер, вуз) фактически стали самостоятельными словами и употребляются как существительные с применением соответствующих падежей русского языка (вуз, вуза, вузу и т. п.), хотя это неприменимо к некоторым акронимам.
Другой подход к определению акронима опирается на немецкую словообразовательную традицию; впервые этот термин появился в словаре издательства Брокгауза в 1922 г.
В опирающихся на эту традицию классификациях сокращений, определяющим является признак инициальности (образование только первыми буквами или звуками слов словосочетания), в противоположность сложносокращенным словам. Такой подход больше соответствует смыслу самого термина (от др.-греч. άκρος). При этом к акронимам могут относиться как буквенные аббревиатуры, читаемые по алфавитным названиям букв, так и звуковые («акрофонетические») аббревиатуры, а так же смешанные, например «ЦСКА» ([це-эс-ка], «Центральный спортивный клуб армии»).

## Слова с двойной мотивацией
Одна из особенностей акронимов, как «сокращений, похожих на обычное слово» в современном словообразовании — тенденция к образованию омонимов слов обычного языка, например — НЕРПА (немецко-русский автоматический перевод), ДРАКОН. Существуют также акронимы-омофоны: АСНОВА, ЛЕФ. Такие акронимы называют «словами с двойной мотивацией».
Данный тип акронимов может быть использован для создания комического эффекта: НИИЧАВО, НУИНУ.

## Апронимы
Апро́ним (фр. à propos + англ. acronym или англ. appropriate + acronym) — акроним, представляющий собой сокращение фразы, связанной по смыслу с получившимся в результате сокращения словом, например:
- BASIC (с англ. — «базовый, общий»; Beginner’s All-purpose Symbolic Instruction Code) — язык программирования;
- BRICS (с англ. — «кирпичи»; Brazil, Russia, India, China, South Africa) — межгосударственное объединение, союз пяти государств: Бразилии, России, Индии, КНР, Южной Африки;
- SWORDS (с англ. — «мечи»; Special Weapons Observation Reconnaissance Detection Systems) — специальная боевая система наблюдения и разведки.

## Бэкронимы
Бэкро́ним (от англ. back и acronym) — способ расшифровать слово-неакроним, как если бы оно было акронимом. Впервые термин встречается в 1983 году. В некоторых случаях это может быть расшифровка уже существующего акронима иначе, например, название авиакомпании Alitalia (которое на самом деле расшифровывается как итал. ali «крылья» и Italia) расшифровывают как Always Late In Take-off, Always Late In Arrival («всегда опаздывает при взлёте, всегда опаздывает при прибытии»).